# Марія Клементина Собеська
Марія Клементина Собеська (пол. Maria Klementyna Sobieska; нар. 18 липня 1702, Олава, Сілезія, Священна Римська імперія — пом. 18 січня 1735, Рим) — внучка польського короля Яна III Собеського.

## Життєпис
Дочка Якуба Людвіка Собеського, старшого сина короля Яна III, і графині Гедвіги Єлизавети Амелії Нейбурзької . Її старша сестра Марія Кароліна (відома як Шарлотта) була одружена з герцогом Бульонським.
Марія Клементина вважалася однією з найбагатших спадкоємиць Європи. Король Великої Британії Георг I був налаштований проти майбутнього шлюбу Марії Клементини та Джеймса Стюарта, який претендував на англійський престол і отримував можливість мати законних спадкоємців.
Імператор Карл VI, діючи в інтересах англійського короля, заарештував Марію Клементину, що прямувала до Італії, для вступу в шлюб з Джеймсом Стюартом. Він був укладений в Інсбрукському замку, їй вдалося звідти втекти до Болоньї, де вона за дорученням одружилась із Джеймсом Стюартом, який на той час знаходився в Іспанії.
Батько Марії Клементина Яків Собеський зустрів зі схваленням звістку про її втечу, заявивши, що, оскільки вона заручена з Джеймсом Стюартом, то повинна слідувати за ним.
Марія Клементина і Джеймс Стюарт формально стали подружжям 3 вересня 1719 року в каплиці єпископського палацу в Монтефьясконі. На запрошення Папи Римського Климента XI, який визнав їх королем і королевою Англії, Шотландії та Ірландії, Джеймс і Марія Клементина оселилися в Римі.
Папа Римський надав їм охорону, виділив для проживання палаццо Муті на римській Пьяцца ді Санті Апостоли і заміську віллу в Альбано. Щорічно подружжю з папської скарбниці виплачувалася допомога — 12 000 крон. Климент XI і його наступник Інокентій XIII вважали католиків Джеймса і Марію Клементину законними королем і королевою Англії.
Спільне життя Джеймса та Марії Клементини було недовгим. Незабаром після народження їх другої дитини, Марія Клементина залишила чоловіка і пішла в римський жіночий монастир Святої Цецилії. Причиною розриву, за її словами, стала зрада чоловіка. Джеймс наполягав на поверненні дружини, стверджуючи, що гріховно залишати його і їх дітей. Однак через два роки подружжя розлучилося.
Марія Клементина померла 18 січня 1735 року. Вона була похована за розпорядженням Папи Климента XII з королівськими почестями в соборі Святого Петра. Папа Бенедикт XIV замовив скульптору П'єтро Браччі (1700—1773) надгробний пам'ятник Марії Клементині.

## Родина
У Марії Клементини та Джеймса Стюарта було два сини:
- Карл Едвард Луї Філіп Казимир Стюарт (1720—1788), або «Красунчик принц Карл», претендент на англійський і шотландський престоли як Карл III в 1766—1788 роках. Був одружений з Луїзою Штольберг-Гедернською.
- Генрі Бенедикт Марія Клемент Томас Френсіс Ксав'єр Стюарт (11 березня 1725 — 13 липень 1807), кардинал герцог Йоркський. Якобітський претендент на англійський і шотландський престоли з 1788 року за ім'ям Генріха IX.